# Kuciny
Kuciny [kuˈt͡ɕEnɨ] (1943–1945 alemán Kutzingen) es un pueblo ubicado en el distrito administrativo de Gmina Dalików, dentro del Distrito de Poddębice, Voivodato de Łódź, en Polonia central. Se encuentra aproximadamente a 3 kilómetros al sureste de Dalików, a 12 kilómetros al este de Poddębice, y a 26 kilómetros al oeste de la capital regional Lodz.